# عمر بن الأشهب
عمر بن الأشهب (? - توفي عام 2018)، هو إعلامي إذاعي مغربي، من مواليد مدينة فاس، شغل منصب رئيس محطة إذاعة وجدة الجهوية ورئيس المحطة الجهوية فاس، وبعدها رئيس الإذاعة الجهوية مراكش، وقبل ذلك عمل بالإذاعة الوطنية بالرباط، قبل أن يتقاعد سنة 2006. تتلمذ على يده جيل من الصحفيين منهم الآن مسؤولين على الإذاعات الجهوية. وهو زوج الإذاعية أسماء الشرقاوي. 
توفي عام 2018 وذلك بعد مرض عضال لم ينفع معه علاج